# 柏榮集團控股
柏榮集團（控股）有限公司，簡稱柏榮集團（控股），以及柏榮集團控股（英語：PAK WING GROUP (HOLDINGS) LIMITED，港交所：8316），在2011年，由主席黃展韜及行政總裁謝俊傑，於香港（總部）成立「柏榮建築工程有限公司」。
主要在香港經營基礎業務，包括涉及側向承托工程、微型樁、工字樁及其他工程（例如泥土穩定及拔樁）。
配售股份價格為0.35港元，配售股份數目為2.8億股，集資額為2430萬港元，主要用作營運之用，股份則在2015年8月10日於港交所創業板上市。
而在首天上市上午收盤報1.7港元，其後漲至3.8港元，到下午最後收盤報為8.2港元，較招股價漲幅為22.43倍。

## 外部連結
- pakwingc.com （页面存档备份，存于）